# Pulsellum affine
Pulsellum affine is een Scaphopodasoort uit de familie van de Pulsellidae. De wetenschappelijke naam van de soort is voor het eerst geldig gepubliceerd in 1865 door M. Sars.